# Тоннель между Хельсинки и Таллином

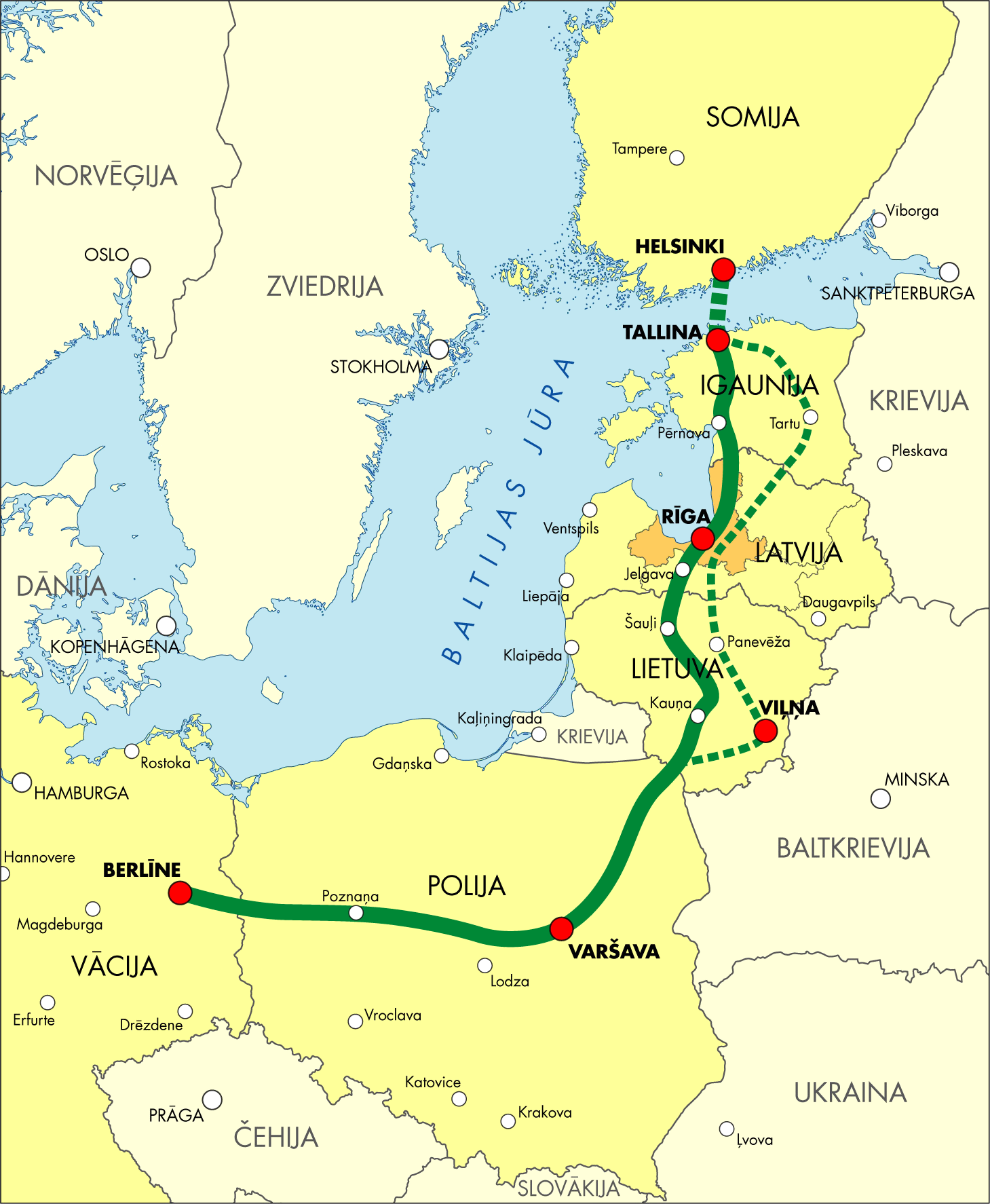
Тоннель между Хельсинки и Таллином по проекту соединяется с железнодорожной магистралью Rail Baltica.

Тоннель Хельсинки-Таллин — проект соединения подводным железнодорожным тоннелем столиц Эстонии и Финляндии под дном Финского залива. Таким образом железнодорожная система Финляндии соединится с европейской сетью железных дорог. 
Подводная часть этого тоннеля может превзойти по протяжённости все существующие аналогичные тоннели. По предварительным оценкам, бюджет строительства тоннеля составлял на 2015 год от 9 до 13 млрд евро. Ввод в эксплуатацию может быть осуществлён в течение 5—7 лет после начала строительства.

## Описание
Согласно результатам предварительных исследований, протяжённость тоннеля между Хельсинки и Таллином в зависимости от выбора трассы должна быть не менее 60—80 км, из которых 50—70 км пройдут под водой. 
Тоннель должен будет проходить местами на глубине до 200 метров в зависимости от подстилающей скальной породы. По мнению авторов исследования, для обслуживания тоннеля требуется строительство искусственного острова площадью 6 га, на котором следует разместить ветрогенераторы для обеспечения электроснабжения тоннеля. 
Железные дороги в Финляндии и Эстонии используют железнодорожную колею 1520 мм, однако в тоннеле ширину железнодорожной колеи предполагается сделать 1435 мм с тем, чтобы она была совмещена с железнодорожной трассой Rail Baltica.
Ориентировочный срок строительства тоннеля — 5—7 лет.
Согласно новейшим планам, опубликованным в марте 2019 года, между Таллином и Хельсинки будут построены два тоннеля — для грузовых и для пассажирских поездов. 
Приблизительно на полпути через Финский залив предполагается насыпать искусственный остров в форме пятилепесткового цветка, где разместятся здания и причалы. 
Вместе с тоннелем будут сооружены инфраструктурные комплексы на берегах залива в Эстонии и Финляндии. Время в пути скоростного поезда через тоннель сократится до 20-30 минут, по сравнению с полутора-тремя часами морским путём.
Срок окупаемости проекта рассчитан в 17 лет при условии, что стоимость поездки в оба конца будет не менее 100 евро. 
Слабым местом проекта считается отсутствие обоснованных прогнозов на среднесрочное будущее относительно грузопотоков. Мэр Хельсинки в 2013 году полагал, что тоннель имел бы смысл лишь как составная часть будущей модернизированной железнодорожной грузовой трассы Rail Baltica, соединяющей Хельсинки, Таллин и Берлин.

### Варианты направлений трассы тоннеля

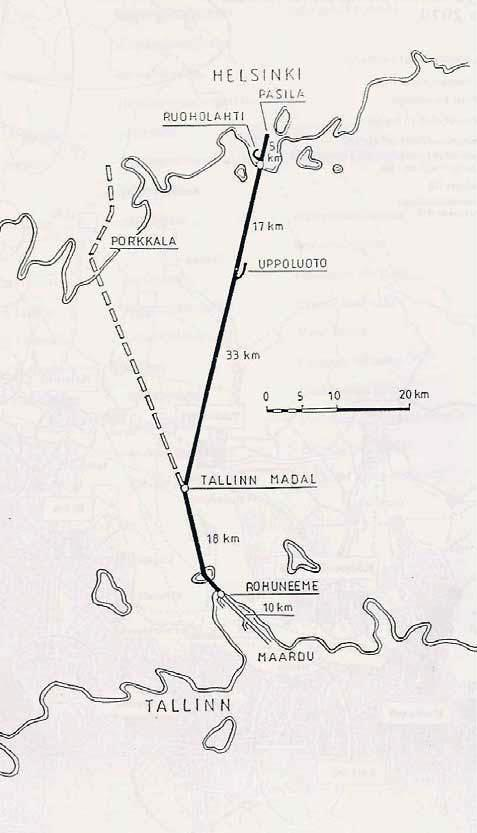
Карта альтернативных вариантов трассы тоннеля через Финский залив

Проект тоннеля с самого начала имеет два альтернативных направления: Grass — Таллин или Масала — Порккала[прояснить].
Проект трассы Grass — Таллин имеет длину 105 километров, из которых 83 километра приходится на сам тоннель. Длина тоннеля под морским дном составит 66 километров.
Проект трассы Масала — Порккала имеет длину 120 км, из которых собственно тоннель составляет 67 км. В этом варианте трасса должна проходить от станции Порккала Масала. Длина тоннеля под морским дном составит 50 километров.
В обоих вариантах проекты трассы предполагают, что тоннель будет выходить на поверхность в эстонском Rohuneeme, после которого железная дорога будет следовать через Маарду и идти непосредственно через центр Таллина.

## История проекта
На международных форумах проект данного тоннеля наиболее интенсивно продвигался мэрами Таллина Эдгаром Сависааром и Хельсинки Юсси Паюненом. 28 марта 2008 года мэрами двух столиц был подписан протокол о намерениях. Оба города предложили выделить по 100 тыс. евро на предварительные исследования, хотя профильные министры этих стран отказались предоставить какое-либо финансирование. Инициаторы проекта планировали подать заявку в ЕС на финансирование технико-экономического обоснования проекта стоимостью 500—800 тыс. евро. 
13 января 2009 года заявка в ЕС была подана, однако был получен отказ на финансирование данного проекта.
В 2015 году шведская консалтинговая фирма Sweco подготовила предварительное технико-экономическое обоснование. На 2016—2017 гг. для продолжения исследования было выделено 1,3 млн евро (¾ из которых получено по программе ЕС Interreg Central Baltic).
В 2016 году президент Эстонии Керсти Кальюлайд на встрече с президентом Финляндии Саули Нийнистё проявила заинтересованность в осуществлении проекта.
31 августа 2017 года премьер-министр Эстонии Юри Ратас в Лос-Анджелесе заключил соглашение о намерениях с представителями компании Hyperloop One для сотрудничества в рамках проекта туннеля.
25 ноября 2017 года в Финляндии был подписан протокол о намерении строительства тоннеля (идеолог строительства тоннеля — финский предприниматель Питер Вестербака). Предполагаемая дата завершения строительства — 24 декабря 2024 года.
В марте 2019 года стало известно, что до 15 млрд евро планирует вложить в сооружение тоннеля китайский фонд Touchstone Capital Partners в рамках проекта «Один пояс — один путь» с расчётным сроком начала движения в конце 2024 года.

В конце июля власти Эстонии в очередной раз отклонили инженерную заявку подрядчика Finest Bay Area — по их мнению, из проекта финской компании неясно, окупится ли подводная магистраль и в какой форме собственности она будет находиться.

## Аналогичные тоннели в мире
Строительство Евротоннеля между Францией и Великобританией длиной 51 км (подводная часть 39 км), открытого в 1994 году, обошлось инвесторам проекта в 4,6 млрд фунтов стерлингов и заняло 6 лет.
Самым длинным в мире тоннелем в настоящее время является железнодорожный тоннель Сэйкан в Японии длиной 53,85 км (подводная часть 23 км). Он открылся в 1988 году и стоил 3,6 млрд долларов США. Как и тоннелю через Ла-Манш, ему приходится бороться за рентабельность в условиях конкуренции с дешёвым авиационным и паромным сообщением.